# Восточный пограничный округ
Краснознамённый Восточный пограничный округ (КВПО) — военно-административное оперативное объединение (пограничный округ) пограничных войск КГБ СССР.

## История формирования

### Исторические предпосылки в период Царской России
В связи с существенным расширением Российской империи на южном и восточном направлении во второй половине XIX века, потребовалось создание военных формирований предназначенных для охраны новых границ государства. Согласно Пекинскому договору 1860 года и Петербургским договору 1881 года была установлена государственная граница между Российской империей и Китаем. На участке новой границы в центральноазиатском регионе для охраны были задействованы формирования Семиреченского казачьего войска, созданного в 1867 году и формирования Сибирского казачьего войска. На юго-западном участке границы в горах Памира, для охраны государственной границы на сменной основе привлекались подразделения Туркестанского генерал-губернаторства.

Указом Александра III от 15 октября 1893 года на основе пограничной стражи департамента таможенных сборов Министерства финансов был сформирован Отдельный корпус пограничной стражи (ОКПС), который организационно упорядочил охрану границы. 7 мая 1899 года в составе корпуса был сформирован 7-й округ с управлением с управлением в Ташкенте, которому была поставлена задача по охране границы с Афганистаном и Ираном, которая считалась для властей более важной чем граница с Китаем, где так и не было создано формирований ОКПС.
.

Данный участок границы от района озера Иссык-Куль до Алтая, как и до создания ОКПС, оставался под охраной Семиреченского и Сибирского казачьих войск.

### Межвоенный период
28 мая 1918 года был подписан Декрет о создании пограничной охраны Советской республики.

После окончания Гражданской войны, к концу 1920 года была создана Туркестанская пограничная дивизия. В ноябре 1920 года данная дивизия была рассредоточена на участке от Каспийского моря до Алтайских гор. В состав Туркестанской пограничной дивизии входили полки, бригады и кавалерийские эскадроны для которых были выделены участки ответственности государственной границы. 

В 1923 году при реформировании формирований пограничных войск, были созданы пограничные отделения входящие в части пограничной охраны создаваемые при административно-территориальных единицах (губерниях). Данные формирования подчинялись начальнику части пограничной охраны полномочного представителя ГПУ губернских отрядов. В феврале 1924 года, в ходе дальнейшего реформирования пограничных войск, на базе пограничных отделений и пограничных частей были созданы пограничные отряды, комендатуры, в состав которых вошли пограничные заставы.

25 февраля 1924 года приказом ОГПУ были созданы Части пограничной охраны полномочного представителя ОГПУ (ЧПО ПП ОГПУ) Киргизского (Казахского) края с управлением в г. Оренбурге. Указанная дата считается датой создания Восточного пограничного округа.

7-й отдельный кавалерийский пограничный эскадрон Туркестанской пограничной дивизии в феврале 1924 года был переформирован в Зайсанский пограничный отряд в составе 4 комендатур.

В 1925 году были созданы Казахская и Киргизская АССР. В связи с этим был осуществлён перенос столицы из Оренбурга в Кызылорду. В связи с эти произошла передислокация управления в Кызылорду и переименование в ЧПО ПП ОГПУ Казахского округа.

В ходе реформирования к 1 июля 1925 года в Казахском округе было создано 2 пограничных отряда и 3 отдельные погранкомендатуры. В пограничных отрядах также были созданы манёвренные группы.

К 1928 году в Казахском округе были созданы три контрольно-пропускных пункта. В 1929 году в связи с очередным переносом столицы союзной республики, Управление войск округа было передислоцировано из Кызылорды в Алма-Ату.

В связи с осложнением ситуации на границе в марте 1939 года на основе Отдельной Бахтинской пограничной комендатуры создаётся Бахтинский пограничный отряд. К 1932 году также были созданы 10-я Чингистайская, 11-я Лепсинская, 12-я Сарыжазская отдельные пограничные комендатуры.

В 1934 году в Казахском округе для авиационного обеспечения пограничных частей, были созданы два авиационных отряда. К 1935 году в округе была сформирована 3-я отдельная авиационная эскадрилья, отдельная рота связи и Отдельный контрольно-пропускной пункт «Алма-Ата». По штату пограничного округа, в нём насчитывалось 3385 человек. В 1939 году при пограничном округе были созданы санитарно-бактериологическая и гигиеническая лаборатории, 2-я базовая авиаремонтная мастерская. В 1940 году для подготовки младшего командного состава была сформирована Окружная школа младшего начсостава. В состав Казахского округа был включён 11-й Краснознамённый ремонтный кавалерийский полк.

В связи с реформированием пограничных и внутренних войск НКВД СССР, 8 марта 1939 года Управление пограничных и внутренних войск Казахской ССР было переформировано в Управление пограничных войск Казахской ССР.

На довоенный период в зону ответственности Казахского округа относился участок государственной границы протяжённостью 1636 км от пика Хан-Тенгри с юго-запада до Горного Алтая на северо-востоке. Потом в состав округа был включён участок государственной границы разделявший территорию Китая с Киргизской ССР.

Повседневная деятельность пограничных частей и подразделений округа проходила в сложной ситуации в противостоянии с вооружёнными бандами, басмачами, диверсантами и контрабандистами. 

За 10 месяцев 1922 года в ходе боестолкновений на государственной границе и в приграничных районах было убито и взято в плен 4756 бандитов. В зоне ответственности Джаркентского погранотряда за 3 месяца 1924 года произошло 36 боестолкновений пограничников с бандами. В 1931 году пограничниками на Ошском направлении, в боях было уничтожено 430 басмачей и захвачено в плен около 200 человек.

В период с 1927 по 1935 годы в округе произошло 530 боестолкновений с различными бандформированиями.

Основная стадия уничтожения басмаческого движения в Казахском округе была закончена к середине 1934 года. Указом правительства СССР от 14 февраля 1936 года за заслуги по охране границы орден Красного Знамени был присвоен Бахтинскому пограничному отряду.
К началу Великой Отечественной войны состав Казахского округа был следующим:
- Управление округа — Алма-Ата
- 30-й пограничный отряд — Бахты
- 49-й пограничный отряд — Джаркент
- 50-й пограничный отряд — Зайсан
- 10-я отдельная пограничная комендатура — н.п. Чингистай
- 11-я отдельная пограничная комендатура — н.п. Лепсы
- 12-я отдельная пограничная комендатура — н.п. Сарыжаз
- 11-й ремонтный кавалерийский полк — Алма-Ата
- 3-я Отдельная авиационная эскадрилья — Алма-Ата
- Окружная школа младшего начсостава — Алма-Ата

Личный состав округа насчитывал 5634 человека.

### Великая Отечественная война
С началом боевых действий произошла массовая отправка личного состава пограничных и внутренних войск НКВД в ряды действующей армии. К примеру к 26 июня 1941 года 31 командир Зайсанского пограничного отряда были назначены на соответствующие должности в 942-й стрелковый полк 268-й стрелковой дивизии НКВД, которая в конце следующего месяца вступила в бой в составе 8-й Армии.
В 1942 году из пограничников Казахского и Среднеазиатского пограничных округов была сформирована 162-я Среднеазиатская стрелковая дивизия, которая вошла в состав 70-й армии. Полки сформированные из пограничников и командиров пограничных отрядов именовались по их наименованиям — Зайсанский, Джаркентский, Памирский и др. Из состава Зайсанского отряда было отправлено на фронт 1181 военнослужащих. На базе частей пограничного округа осуществлялась подготовка снайперов для фронта.
Около двух тысяч пограничников округа, участвовавших в Великой Отечественной войне, были награждены орденами и медалями.

В годы войны ситуация на государственной границе на южных и восточных участках резко обострилась. Разведывательные службы Великобритании и США активизировали свои действия в западной китайской провинции Синьцзян. Увеличились случаи вооружённых столкновений с китайскими пограничниками.
15 декабря 1942 года 28-й Ойротский пограничный отряд Западно-Сибирского округа был передан в Управление пограничных войск Казахского округа.
5 июня 1943 года приказом Наркома внутренних дел СССР для укрепления охраны границы был образован Киргизский пограничный округ. Количество задержанных нарушителей границы в 1943 году выросло в 4 раза по сравнению с 1942 годом. В 1945 году их количество удвоилось по сравнению с 1944. Всего за годы войны личный состав вновь образованного округа задержал 3423 нарушителя границы.

### Послевоенный период

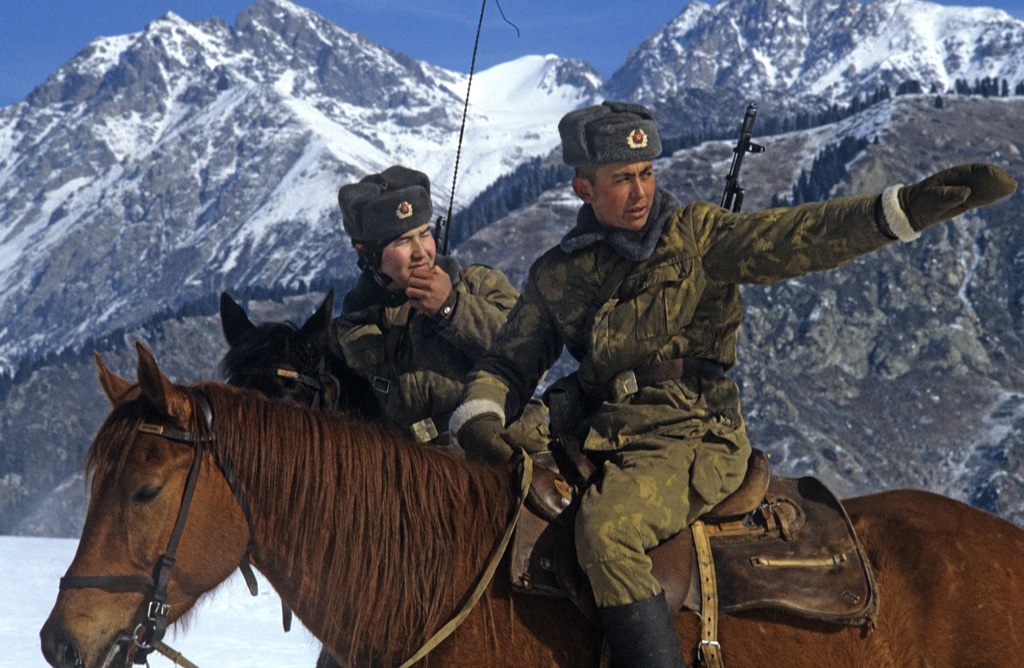
Конный наряд на горном участке советско-китайской границы, пограничная застава (погранзастава) «Хоргос», КазССР.
1 сентября 1984 года, фото Юрий Куйдин.

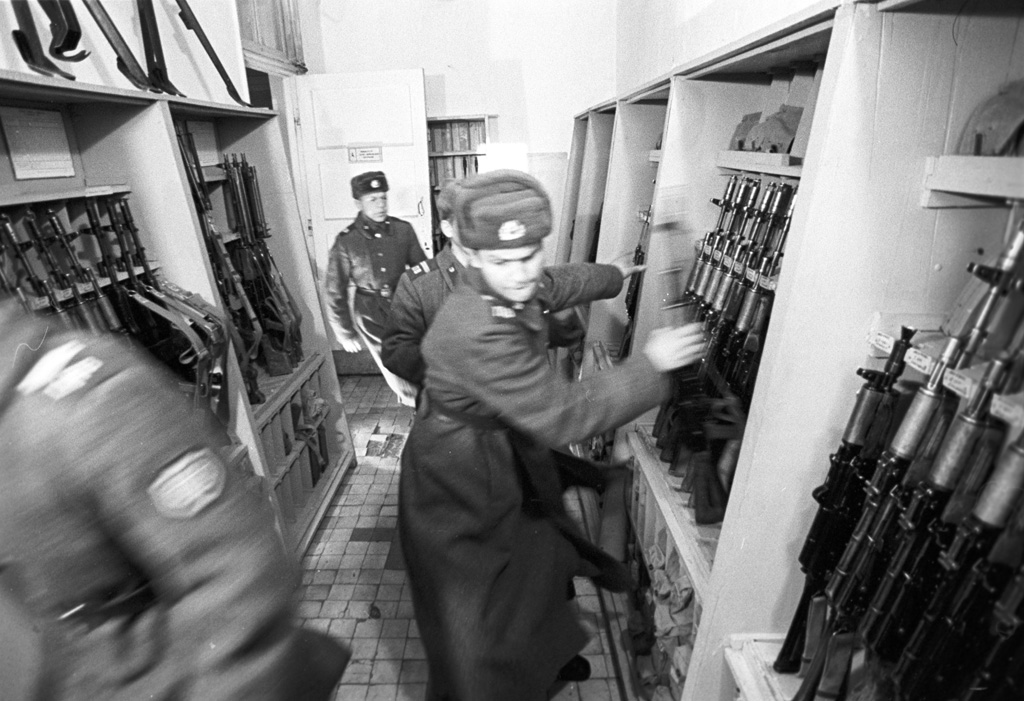
«Застава, в ружьё!» «Хоргос», КазССР.
1 января 1984 года, фото Юрий Куйдин.

2 июня 1953 года, в связи с расформированием Забайкальского округа, 29-й Кызылский пограничный отряд был передан в Управление пограничных войск Казахского округа.
В 1953 году Киргизский округ был упразднён. Фрунзенский пограничный отряд и участок границы на территории Киргизской ССР был передан Казахскому пограничному округу.
26 февраля 1954 года Казахский пограничный округ был переименован в Восточный пограничный округ. В состав округа входило 6 пограничных отрядов. Также в состав округа был передан 119-й пограничный отряд из Среднеазиатского пограничного округа. Протяжённость зоны ответственности округа увеличилась до 3919 километров.
В марте 1956 года Управление пограничных войск Восточного округа было расформировано с передачей войск в Управления пограничных войск Среднеазиатского и Забайкальского округов.
В июне 1957 года округ был повторно создан. При этом его состав был увеличен за счёт добавления новых участков государственной границы, проходящей на территории РСФСР, Казахской ССР, Киргизской и Таджикской ССР, протяжённостью 4175 километров.
22 января 1960 года Восточный пограничный округ переформирован в Оперативную группу пограничных войск КГБ при Совете Министров СССР.
13 марта 1963 года произошло обратное переформирование Оперативной группы пограничных войск в Восточный пограничный округ. При этом численность личного состава округа выросла в 2 раза.
В связи с обострением советско-китайского раскола, в период с 1965 года по 1968 годы произошло усиление техникой и вооружением отрядов пограничного округа. В этот период были созданы Пржевальский, Ошский, Чунджинский, Уч-Аральский, Курчумский пограничные отряды. Были развёрнуты 10-й пограничный авиационный полк и 22-я отдельная авиационная эскадрилья.
За 10 лет с повторного восстановления Восточного пограничного округа общая численность войск округа выросла почти в 8 раз, число отрядов возросло в 2,5 раза, застав — в 3,5 раза. В период с 1963 по 1970 годы количество единиц различного вооружения в пограничном округе выросло в 14 раз, самолётов и вертолётов — в 8 раз, бронетехники — в 8 раз.
31 марта 1967 года, в связи с усилением советско-китайского раскола, Забайкальский пограничный округ был заново создан выделением его из Дальневосточного округа.
В октябре 1967 года 29-й Кызылский пограничный отряд был передан обратно в состав Забайкальского пограничного округа. При передаче отряда, ему была передана пограничная комендатура в н.п. Ташанта в Горно-Алтайской автономной области, ранее подчинявшаяся 50-му Зайсанскому отряду. С этого момента 29-й Кызылский отряд также отвечал за участок советско-монгольской границы, в пределах Горно-Алтайской автономной области. Относительно небольшой участок советско-китайской границы, в пределах той же области, вошёл в зону ответственности 134-го Курчумского отряда, который был создан в том же году в составе Восточного пограничного округа.
Самая высокогорная пограничная застава на территории РСФСР, была в составе 134-го Курчумского отряда. Это пограничная застава «Акалаха», находившаяся у истока одноимённой реки Акалаха, на высоте 2700 метров над уровнем моря.
Спустя 5 месяцев после Пограничного конфликта на острове Даманский, аналогичная ситуация повторилась в меньших масштабах в Восточно-Казахстанской области Казахской ССР у озера Жаланашколь. Потери китайской стороны убитыми составили 19 человек. Потери советских пограничников убитыми — 2 человека.
25 декабря 1971 года была создана межокружная школа сержантского состава.
24 февраля 1974 года Указом Президиума Верховного Совета СССР за обеспечение надёжной охраны государственной границы Восточный пограничный округ был награждён орденом Красного Знамени.
В 1978 году руководством ВС СССР принято решение об увеличении штата войск округа и количества боевой техники. В округе были созданы 35 новых пограничных застав и 23 пограничные комендатуры.
В январе 1980 года приказом командующего пограничными войсками генерала армии В. А. Матросова, Восточный округ получил боевую задачу по обеспечению ввода частей Советской Армии в Афганистан из Горного Бадахшана, а также прикрытии границ между Афганистаном и Китаем и прикрытию 200-километрового участка границы между Афганистаном и Пакистаном. Для выполнения поставленной задачи в мае 1980 года была осуществлена операция под кодовым названием «Крыша». Заключалась она в выставлении мотоманевренных групп от 35-го Мургабского пограничного отряда на территории Афганистана.
В декабре 1983 года отличилась десантно-штурмовая манёвренная группа 35-го Мургабского пограничного отряда Восточного округа, которым был ликвидирован крупный караван афганских душманов (моджахедов), следовавший из Пакистана в Афганистан. Командиру группы майору Барсукову Ивану было присвоено звание Героя Советского Союза.
Для обеспечения выполнения боевых задач частей округа на территории Афганистана, в н.п. Ишкашим Таджикской ССР была сформирована Оперативная войсковая группа Восточного пограничного округа, которая 18 августа 1990 года была переформирована в 118-й Ишкашимский пограничный отряд с переподчинением в состав Среднеазиатского пограничного округа.

### Период после распада СССР
После распада СССР, в некоторых бывших союзных республиках СНГ сохранялись объединённые пограничные войска. 18 августа 1992 года части КВПО были разделены между Казахстаном и Россией. Большая часть частей и соединений округа вошла в состав пограничных войск Казахстана.
До 1999 года, ввиду сложной экономической и политической ситуации, пограничные отряды бывшего Восточного округа на территории Киргизии находились под юрисдикцией России. После 1999 года на их базе была создана Государственная Пограничная служба Кыргызской Республики.
Мургабский пограничный отряд, как и остальные пограничные отряды бывшего Среднеазиатского пограничного округа находившиеся на территории Республики Таджикистан, из-за Гражданской войны длительный период также находились под юрисдикцией России.
20 ноября 2004 года Мургабский пограничный отряд бывшего Восточного округа был передан в состав Вооружённых сил Республики Таджикистан.

## Состав округа

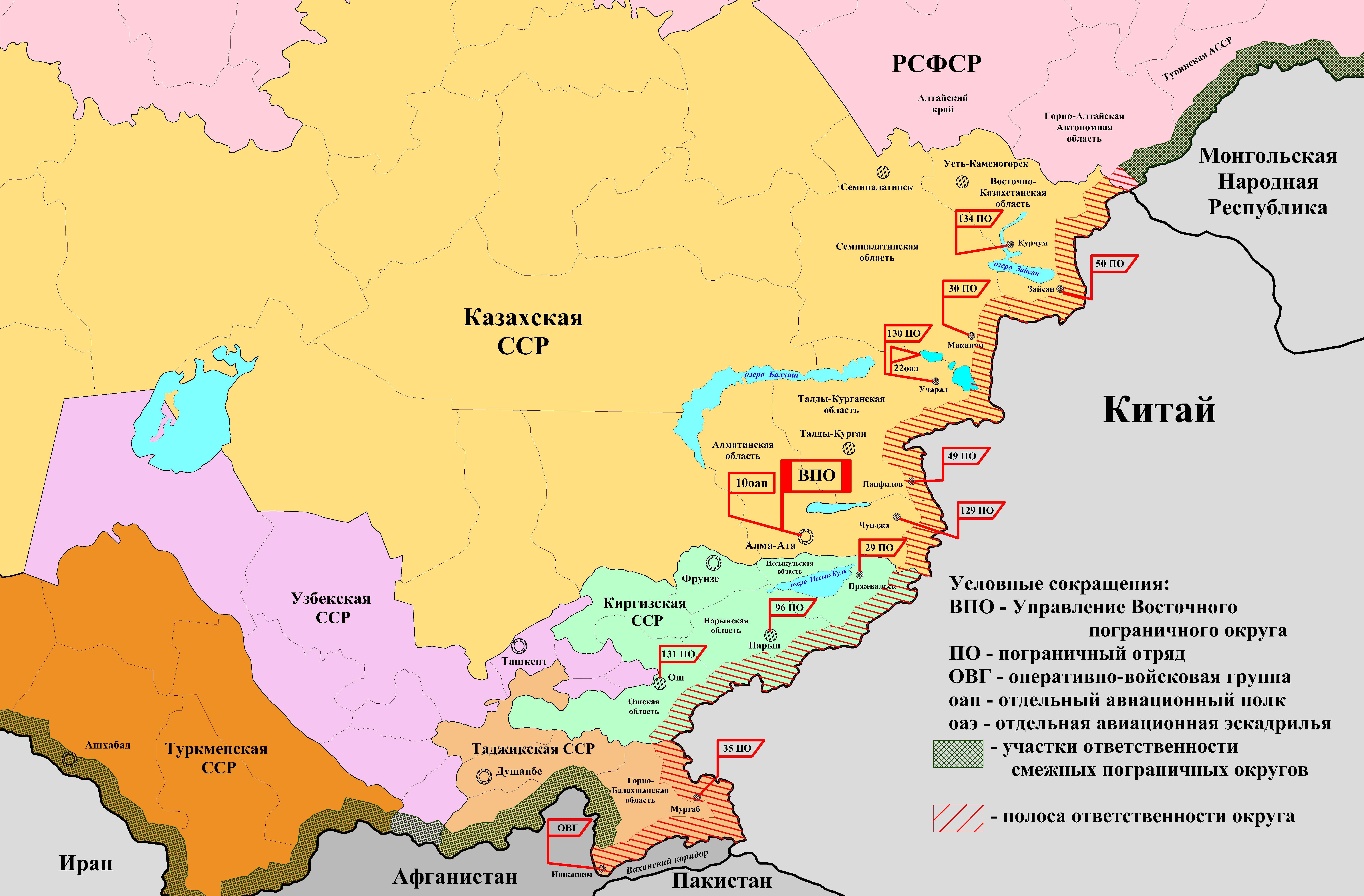
Восточный пограничный округ на май 1990 года.
Расположение отрядов

Состав Восточного пограничного округа перед распадом СССР.
Отряды указаны по расположению с востока на запад и с севера на юг:
- Управление округа — Алма-Ата
- 134-й	Курчумский пограничный отряд (в/ч 2535) — Казахская ССР и Горно-Алтайская автономная область РСФСР[16]
- 50-й Зайсанский Краснознамённый пограничный отряд (в/ч 2017) — Казахская ССР
- 30-й Маканчинский	Краснознамённый пограничный отряд (в/ч 2086) — Казахская ССР
- 130-й	Уч-Аральский пограничный отряд (в/ч 2484) — Казахская ССР
- 49-й Панфиловский	Краснознамённый пограничный отряд (в/ч 2091) — Казахская ССР
- 132-й Чунджинский пограничный отряд (в/ч 2534) — Казахская ССР
- 129-й	Пржевальский пограничный отряд (в/ч 2490) — Киргизская ССР[17]
- 96-й Нарынский пограничный отряд (в/ч 2058) — Киргизская ССР[18]
- 131-й	Ошский пограничный отряд (в/ч 2533) — Киргизская ССР и частично Таджикская ССР[19]
- 35-й Мургабский пограничный отряд (в/ч 9820) — Таджикская ССР
- 118-й Ишкашимский пограничный отряд (в/ч 9878) — к 1991 году передан в состав Среднеазиатского пограничного округа. Таджикская ССР.
- 10-й отдельный авиационный полк (в/ч 2177) — н.п.Бурундай Алматинской области, Казахская ССР
- 22-я отдельная авиационная эскадрилья (в/ч 9807) — н.п.Учарал Талды-Курганской области, Казахская ССР
- Отдельный контрольно-пропускной пункт «Алма-Ата»
- Межокружной ремонтный завод (в/ч 2468) — Алма-Ата
- Окружной военный госпиталь (в/ч 2530) — Алма-Ата
- Школа сержантского состава сигнализации и связи (в/ч 9792) — Алма-Ата
- Отдельный батальон связи (в/ч 2027) — Алма-Ата
- Центральная окружная база (в/ч 2458) — Алма-Ата
- Окружная база хранения (в/ч 2544) — н.п. Жангизтобе Восточно-Казахстанской области
- Автомобильный батальон (в/ч 3333) — г. Ош Киргизская ССР

## Начальники войск пограничного округа
Неполный список начальников войск:
- Куницкий А. П. — 1899—1904
- Чехович К. И. — 1904—1906
- Дмоховский Г. К. — 1906—1908
- Чаронт В. А. — 1908—1918
- Ивановский В. А. — февраль 1926 — октябрь 1927
- Бабкевич П. П. — ноябрь 1927 — декабрь 1928
- Радин Ф. Г. — декабрь 1928 — июль 1932
- Ковалёв А. А. — август 1933 — декабрь 1933
- Баркан П. В. — декабрь 1933 — июль 1934
- Ротэрмель А. А. — июль 1934 — апрель 1938
- Амплеев М. А. — апрель 1938 — сентябрь 1939
- Ухов И. К. — сентябрь 1939 — май 1943
- Бадейнов, Дмитрий Иванович — май 1943 — ноябрь 1946
- Паремский, Юлиан Мартынович — ноябрь 1946 — август 1950
- Никифоров А. А. — август 1950 — март 1952
- Рудевский, Иван Лукич — март 1952 — октябрь 1957
- Босый, Павел Иванович — октябрь 1957 — март 1962
- Меркулов, Матвей Кузьмич — март 1962 — январь 1976
- Донсков, Владимир Семёнович — январь 1976 — июль 1985
- Петровас, Иокубас Кириллович — июль 1985 — февраль 1988
- Неверовский, Евгений Николаевич — февраль 1988 — август 1992

## Герои Советского Союза
Следующие военнослужащие Восточного пограничного округа, участвовавшие в Великой Отечественной войне, были удостоены звания Герой Советского Союза:
- Озмитель Фёдор Фёдорович. Сайт «Герои страны». — 5 ноября 1944 года.
- Вагин Леонид Иванович. Сайт «Герои страны». — 6 апреля 1945 года.
- Меркулов Матвей Кузьмич. Сайт «Герои страны». — 29 июня 1945 года.

Военнослужащий Восточного пограничного округа, участвовавший в Афганской войне, удостоенный звания Герой Советского Союза:
- Барсуков Иван Петрович. Сайт «Герои страны». — 11 августа 1983 года.